# Mełniszka reka
Mełniszka reka (bułg. Мелнишка река) – rzeka w południowo-zachodniej Bułgarii.
Rzeka powstaje z połączenia Sugarewskiej reki i Dolenskiej reki, 600 metrów na północ od miasta Mełnik. Źródłem rzeki uznaje się Dolenską rekę, która wypływa na wysokości 2409 m n.p.m., na około 300 metrów od szczytu górskiego Kelo, w górach Pirin. Niemal przez cały swój bieg płynie w kierunki południowo-zachodnim, z początku w silnie zalesionej dolinie, a mijając Doleni wpływa w wylesioną, erozyjną dolinę, zbudowaną z materiałów piaszczysto-gliniastych. W niej Mełniszka reka tworzy ziemne piramidy. W czasie opadów atmosferycznych szybko nabiera na nurcie i spływając niesie ze sobą wiele osadów, dlatego w tym biegu, brzegi rzeki zostały wyrównane wałami przeciwpowodziowymi. Latem ze względu na zmniejszony przepływ, jej wody tracą się, wchłaniane przez piaszczysto-gliniaste koryto. Mijając miejscowość Zronica przepływa przez kotlinę Petriczko-Sandanską. Przy wsi Kromidowo skręca na zachód, a mijając wieś Nowo Konomładi sztucznie zakręca na południe, uchodząc do lewego brzegu Strumy, na wysokości 86 m n.p.m., 1,8 km zachodnio od wsi Marikostinowo.
Jej głównymi dopływami są: Sugarewska reka, Rożenski doł, Gornosuszicka reka.
Rzeka ma 30 km długości. Dorzecze rzeki ma 97 km², co stanowi 0,56% dorzecza Strumy. Średni przepływ rzeki, mierzony przy ujściu, wynosi 0,75 m³/s, maksymalny przepływ jest w okresie od kwietnia do maja, a minimalny od sierpnia do września.